# Bactrocera amplexiseta
Bactrocera amplexiseta is een vliegensoort uit de familie van de boorvliegen (Tephritidae). De wetenschappelijke naam van de soort werd voor het eerst geldig gepubliceerd in 1962 door May. De vlieg komt voor in de regenwouden in het noorden van Queensland.